# Vicky Featherstone
Vicky Featherstone (* 5. April 1967 in Redhill, Surrey) ist eine britische Regisseurin und Theaterintendantin.

## Leben
Vicky Featherstone studierte Drama an der Universität Manchester. Von 1997 bis 2005 war sie künstlerische Leiterin der freien Theatergruppe Paines Plough, die neue Stücke auf die Bühne bringt und damit von London aus auf Tournee geht. Sie produzierte mit ihr unter anderem Crazy Gary's Mobile Disco von Gary Owen, Splendour von Abi Morgan, Sleeping around von Mark Ravenhill und Stephen Greenhorn sowie die Uraufführung von Crave von Sarah Kane beim Edinburgh Festival. Im Jahr 2006 wechselte sie als Leiterin zum neugegründeten National Theatre of Scotland, das von Glasgow aus ohne ein festes Haus arbeitet. Unter ihrer Leitung wurde im ersten Jahr beim Edinburgh Festival das Stück Black Watch von Gregory Burke herausgebracht, das sich mit dem Einsatz des gleichnamigen schottischen Regiments im Irakkrieg auseinandersetzt.
Im Mai 2013 übernahm sie die Intendanz des Londoner Royal Court Theatre. Anfang 2024 legte sie diese Aufgabe nieder, ihr Nachfolger wurde David Byrne.
Featherstone ist verheiratet und hat zwei Kinder.

## Schriften (Auswahl)
- Gary Owen: Plays 1. Mit einer Einführung von Vicky Featherstone. Methuen Drama, London 2005